# حارة بيت الماس (صنعاء همدان)
حارة بيت الماس هي إحدى حارات حي الربع بضواحي صنعاء مديرية همدان، بلغ تعداد سكانها 210 نسمة حسب تعداد اليمن لعام 2004.